# Програма міжнародного оцінювання учнів
Програма міжнародного оцінювання учнів (англ. Programme for International Student Assessment, PISA) — міжнародне дослідження, координоване Організацією економічного співробітництва та розвитку (ОЕСР), у країнах-членах та країнах, що не є членами, з метою оцінювання освітніх систем шляхом вимірювання успішності 15-річних учнів в математиці, природничих наукам та читанні. Вперше його провели 2000 року, і повторюють кожні три роки. Його метою є надання порівняльних даних задля допомоги країнам у покращення їхніх освітніх політик та результатів. Воно вимірює вміння розв'язувати проблеми і когнітивні здібності.
Результати збору даних 2022 року опубліковані в грудні 2023 року.

## Вплив та значення
PISA та подібні міжнародні стандартизовані оцінювання освітніх досягнень все частіше використовують у процесі формування освітньої політики як на національному, так і на міжнародному рівнях.
PISA задумали для того, щоби вписувати у ширший контекст інформацію, яку надає контроль успішності освітніх систем на рівні країн, шляхом регулярного дослідження в рамках загальної, міжнародно узгодженої системи. Досліджуючи зв'язки між навчанням учнів та іншими чинниками, вона може «надавати уявлення про джерела мінливості в успішності як всередині країн, так і між ними».
До 1990-х років національні перевірки використовували лише декілька європейських країн. У 1990-х роках десять країн або регіонів запровадили стандартизоване оцінювання, а з початку 2000-х років ще десять наслідували їхній приклад. До 2009 року лише п'ять європейських освітніх систем не мали національних оцінювань учнів.
Вплив цих міжнародних стандартизованих оцінювань у сфері освітньої політики був значним, зокрема щодо створення нових знань, змін у політики оцінювання та зовнішнього впливу на національну освітню політику в ширшому розумінні.

### Створення нових знань
Дані з міжнародних стандартизованих оцінювань можуть бути корисними для дослідження спричинювальних чинників як у межах, так і між освітніми системами. Мон зазначає, що бази даних, створені великомасштабними міжнародними оцінюваннями, дозволили здійснювати інвентаризацію та порівняння освітніх систем у безпрецедентному масштабі за темами, що варіюються від умов навчання математики та читання до інституційної автономії та політики вступу. Вони дозволяють розробляти типології, які можливо використовувати для порівняльного статистичного аналізу індикаторів освітньої успішності, визначаючи наслідки різних політичних рішень. Вони створили нові знання про освіту: результати PISA кинули виклик глибоко вкоріненим освітнім практикам, як-от ранньому розподіленню учнів на професійний та академічний шляхи.
Баррозу та де Карвалью виявили, що PISA забезпечує спільний орієнтир, що з'єднує академічні дослідження в галузі освіти та політичну сферу державної політики, виконуючи роль посередника між різними напрямками знань у сфері освіти та державної політики. Проте, хоч дослідницька спільнота і широко поділяє ключові висновки порівняльних оцінювань, знання, які вони створюють, не завжди допасовуються до порядків денних урядових реформ; це призводить до деяких невідповідних використань даних оцінювань.

### Зміни у національній політиці оцінювання
Нові дослідження свідчать про те, що міжнародні стандартизовані оцінювання впливають на національну політику та практику оцінювання. PISA інтегрують у національні політики та практики щодо оцінювання, аналізу, стандартів навчальних програм і цільових показників успішності; її системи та інструменти оцінювання використовують як зразки найкращих практик для вдосконалення національних систем оцінювання. Багато країн явно включили та підкреслюють компетентності, подібні до PISA, у переглянутих національних стандартах і навчальних програмах; інші використовують дані PISA для доповнення національних даних і затвердження національних результатів за міжнародними еталонами.

### Зовнішній вплив на національні освітні політики
PISA може впливати на вибір національної освітньої політики різними способами. Участь у міжнародних оцінюваннях, як-от PISA, пов'язують із суттєвими змінами в освітній політиці та такими результатами як збільшення кількості учнів, що продовжують навчання в середній школі, та освітні реформи. Проте критики стверджують, що участь може призводити до небажаних наслідків, зокрема до підвищення рівня повторного проходження курсів та звуження навчальних програм. Вплив PISA також може відрізнятися залежно від конкретного контексту країни.
Розробники політик у більшості країн-учасниць розглядають PISA як важливий показник успішності освітньої системи; звіти PISA можуть визначати проблеми політик та встановлювати порядок денний для дискусій щодо національної політики. Розробники політик, здається, сприймають PISA як придатний і надійний інструмент для міжнародного порівняння успішності системи та її змін у часі; більшість країн — незалежно від того, чи була їхня успішність вище, на рівні чи нижче середнього балу PISA — розпочали реформи політики у відповідь на звіти PISA.
Водночас, вплив на національні освітні системи помітно відрізняється. Наприклад, у Німеччині результати першого оцінювання PISA спричинили так званий «PISA-шок»: перегляд раніше ухвалених освітніх політик; у державі, де відмінності регіональних політик ретельно охоронялися, це зрештою призвело до угоди між усіма федеральними землями про запровадження спільних національних стандартів та навіть узаконеної структури для забезпечення їх дотримання. Для порівняння, в Угорщині, де були подібні до Німеччини умови, результати PISA не призвели до значних змін в освітній політиці.
Оскільки багато країн встановили національні цільові показники успішності на основі свого відносного рейтингу або абсолютної оцінки PISA, оцінювання PISA збільшили вплив свого (невиборного) замовника — ОЕСР, як міжнародного контролера освіти та політичного гравця, що означає значний ступінь «передавання політики» з міжнародного на національний рівень; зокрема, PISA справляє «потужний нормативний вплив на напрямок національних освітніх політик». Таким чином, стверджується, що використання міжнародних стандартизованих оцінювань призвело до зміщення акценту на міжнародну, зовнішню підзвітність успішності національних освітніх систем; Рей вважає, що опитування PISA, представлені як об'єктивні, незалежні діагнози освітніх систем, насправді слугують просуванню певних орієнтирів у питаннях освіти.
Національні політичні діячі посилаються на країни, які досягли високих успіхів у PISA, щоби «допомогти легітимізувати та виправдати свої наміри щодо реформ у межах суперечливих національних політичних дебатів». Дані PISA можуть «використовувати для підживлення давніх суперечок навколо наявних конфліктів або суперництва між різними варіантами політики, як це відбувається у Французькій спільноті Бельгії». У таких випадках дані оцінювання PISA використовують вибірково: у публічних дискусіях уряди часто застосовують лише поверхневі аспекти досліджень PISA, як-от рейтинги країн, а не докладніші аналізи. Рей (2010:145, цитуючи Грегера, 2008) зазначає, що часто реальні результати оцінювань PISA ігнорують, оскільки розробники політик вибірково звертаються до даних, щоби легітимізувати політики, запроваджені з інших причин.
Крім того, міжнародні порівняння PISA можуть використовувати для обґрунтування реформ, які не мають зв'язку з самими даними. Наприклад, у Португалії дані PISA використовували для обґрунтування нових механізмів оцінювання вчителів (на основі висновків, які не були виправдані цими оцінюваннями та самими даними); вони також посилили урядовий дискурс щодо питання повторення року учнями (що, за дослідженнями, не покращує результати учнів). У Фінляндії результати PISA (які в інших країнах вважають відмінними) міністри використовували для просування нових політик щодо «обдарованих» учнів. Таке використання та інтерпретування часто виходять із причинно-наслідкових зв'язків, які неможливо легітимно обґрунтувати даними PISA, і зазвичай вимагають докладнішого дослідження за допомогою якісних поглиблених досліджень і повздовжніх опитувань на основі змішаних кількісних і якісних методів, фінансувати які політики часто несхильні.
Останні десятиліття стали свідками розширення сфер застосування PISA та подібних оцінювань: від оцінювання навчання учнів до встановлення зв'язків між «освітньою сферою (їх традиційною компетенцією) та політичною сферою». Це піднімає питання про те, чи достатньо надійні дані PISA для того, щоби слугувати основою для ключових політичних рішень на їх основі, адже, за словами Брейкспіра, дані PISA «все більше формують, визначають та оцінюють ключові цілі національної / федеральної системи освіти». Це означає, що ті, хто визначає зміст перевірок PISA, наприклад, обираючи, що оцінювати, а що не оцінювати, опиняються у становищі значної влади, впливаючи на умови освітніх дебатів та спрямовуючи освітні реформи в багатьох країнах світу.

## Система
PISA належить до традиції міжнародних досліджень шкіл, які проводить з кінця 1950-х років Міжнародна асоціація з оцінювання освітніх досягнень (англ. IEA). Багато аспектів методології PISA наслідують приклад Міжнародного порівняльного дослідження якості математичної та природничої освіти (англ. TIMSS, розпочатого 1995 року), яке, своєю чергою, зазнало значного впливу з боку американського Національного оцінювання освітнього прогресу (англ. NAEP). Складова PISA, що стосується читання, натхнена Міжнародним дослідженням прогресу читацької грамотності (англ. PIRLS) IEA.
PISA має на меті перевіряти грамотність учнів у трьох галузях компетентності: читання, математика, природничі науки за невизначеною шкалою.
Перевірка PISA математичної грамотності пропонує учням застосувати свої математичні знання для розв'язання задач, сформульованих у практичних контекстах. Для розв'язання цих задач учні повинні задіяти низку математичних компетенцій, а також широкий спектр знань математичного змісту. Натомість, TIMSS вимірює традиційніший зміст шкільної програми, як-от розуміння дробів та десяткових чисел і взаємозв'язку між ними (досягнення навчального плану). PISA претендує на вимірювання застосовності освіти до реальних життєвих задач і навчання впродовж життя (знання, необхідні для працевлаштування).
У перевірці з читання «OECD/PISA не вимірює, наскільки вправними читачами є 15-річні учні, чи наскільки вони компетентні у завданнях із розпізнавання слів, чи з правопису». Натомість, вони повинні бути здатними «конструювати, розширювати значення прочитаного та рефлексувати над ним у широкому спектрі як тяглих (англ. continuous), так і нетяглих (англ. non-continuous) текстів».
PISA також оцінює учнів у новаторських галузях. У 2012 та 2015 роках, окрім читання, математики та природничих наук, учні проходили перевірку зі спільного розв'язування задач. 2018 року додатковою новаторською галуззю була глобальна компетентність.

## Втілення
PISA спонсорується, управляється та координується ОЕСР, але фінансується країнами-учасницями.[джерело?]

## Метод перевірки

### Вибірка
Учні, яких перевіряє PISA, мають вік від 15 років і 3 місяців до 16 років і 2 місяців на початок періоду оцінювання. Навчальний рік, у якому перебувають учні, до уваги не беруть. Перевіряють лише учнів, які відвідують школу, а не тих, хто навчається вдома. Проте в PISA 2006 року декілька країн також використали вибірку учнів на основі класів. Це дало змогу дослідити взаємодію віку та навчального року.
Для виконання вимог ОЕСР кожна країна повинна відібрати вибірку щонайменше в 5 000 учнів. У малих країнах, як-от Ісландії та Люксембургу, де навчається менше ніж 5 000 учнів на кожен рік, перевіряють усю вікову когорту. Деякі країни використовували набагато більші вибірки, ніж це вимагається, щоб уможливити порівняння між регіонами.

### Перевірка

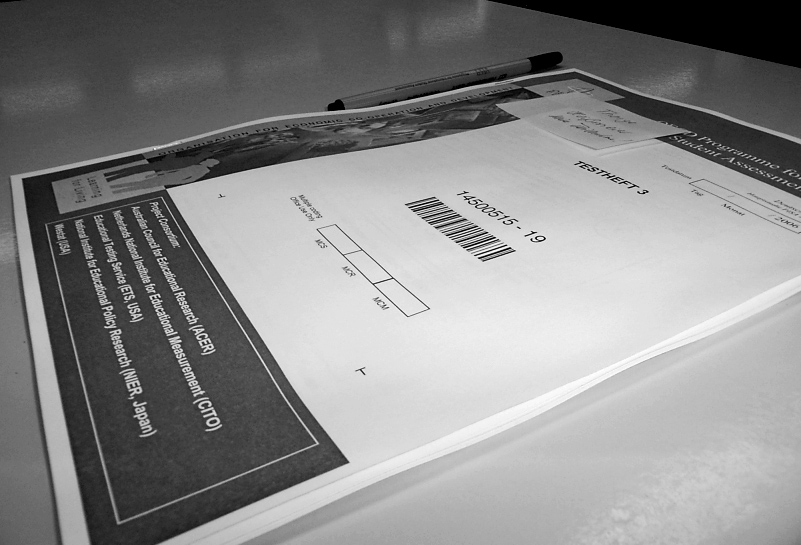
Документи перевірки PISA на шкільному столі (Нова Гімназія, Ольденбург, Німеччина, 2006 рік)

Кожен учень проходить двогодинну комп'ютерну перевірку. Частина перевірки складається із завдань з вибором відповіді, а частина передбачає розгорнуті відповіді. Загальний обсяг матеріалу для оцінювання становить шість із половиною годин, але кожен учень не проходить усі частини перевірки. Після когнітивної перевірки учні-учасники майже одну годину відповідають на питання анкети про них самих, включно зі звичками в навчанні, мотивацією та сімейними обставинами. Директори шкіл заповнюють анкету, у якій описують демографічні показники школи, фінансування тощо. 2012 року учасникам, уперше в історії великомасштабних перевірок та оцінювань, було запропоновано новий тип завдань — інтерактивні (складні) задачі, які вимагали дослідження нового віртуального пристрою.
В обраних країнах PISA почала експериментувати з комп'ютеризованою адаптивною перевіркою.

### Національні доповнення
Країнам дозволено поєднувати PISA з додатковими національними перевірками.
Німеччина робить це у дуже масштабний спосіб: на наступний день після міжнародної перевірки учні проходять національну перевірку під назвою PISA-E (E = нім. Ergänzung = доповнення). Завдання перевірки PISA-E ближчі до TIMSS, ніж до PISA. У той час як лише близько 5 000 німецьких учнів беруть участь у міжнародній та національній перевірках, ще 45 000 проходять лише національну перевірку. Ця велика вибірка необхідна для забезпечення можливості аналізу за федеральними землями. Після суперечки щодо інтерпретації результатів 2006 року ОЕСР попередила Німеччину про можливе відкликання права використовувати назву «PISA» для національної перевірки.

### Масштабування даних
Від початку PISA розробили, маючи на думці один конкретний метод аналізу даних. Оскільки учні працюють з різними зошитами завдань, необроблені результати необхідно «масштабувати» для забезпечення змістовних порівнянь. Оцінки масштабують так, щоби середнє значення ОЕСР у кожній галузі (математика, читання та природничі науки) становило 500, а стандартне відхилення — 100. Це справедливе лише для початкової ітерації PISA, коли цю шкалу було запроваджено вперше, а наступні ітерації пов'язуються з попередніми через методи масштабування за допомогою теорії відгуку завдання (ТВЗ, англ. item response theory, IRT).
Породження оцінок рівня компетентності здійснюється з використанням розширення латентної регресії моделі Раша, моделі теорії відгуку завдання (ТВЗ), відомої також як обумовлювальна модель (англ. conditioning model) або популяційна модель (англ. population model). Оцінки компетентності подаються у вигляді так званих вірогідних значень (англ. plausible values), що уможливлюють незміщені оцінки відмінностей між групами. Латентна регресія разом із використанням гауссового апріорного розподілу компетентностей учнів дозволяє оцінити розподіл рівнів компетентності серед груп учасників. Ці процедури масштабування та обумовлювання описані майже ідентичними термінами у технічних звітах PISA 2000, 2003 та 2006 років. NAEP та TIMSS використовують подібні методи масштабування.

## Результати рейтингу
Усі результати PISA подаються у вигляді таблиць за країнами; у нещодавніх ітераціях PISA для деяких країн надаються окремі результати за провінціями чи регіонами. Найбільшу увагу громадськості привертає лише один показник: середні оцінки країн та порівняння їхніх рейтингів між собою. Проте в офіційних звітах рейтинги країн подаються не як прості турнірні таблиці, а як перехресні таблиці, які для кожної пари країн вказують, чи є різниця між їхніми середніми оцінками статистично значущою (імовірно не спричиненою випадковими відхиленнями у вибірці учнів чи в роботі перевірки), чи ні. У сприятливих випадках різниця в 9 балів достатня для визнання її значущою.[джерело?]
PISA ніколи не об'єднує оцінки з математики, природничих наук та читання у загальний бал. Проте деякі коментатори іноді об'єднують результати перевірок з усіх трьох галузей у загальний рейтинг країн. ОЕСР такий метааналіз не схвалює, хоча офіційні підсумки іноді використовують оцінки з головної галузі ітерації перевірки як замінник загальної здібності учнів.

### Підсумки рейтингуPISA2022 року
Результати PISA 2022 року представили 5 грудня 2023 року, вони містили дані близько 700 000 учнів із 81 країни та економіки, причому Сінгапур вийшов у лідери за всіма категоріями.
Як Ліван, так і китайські провінції/муніципалітети Пекін, Шанхай, Цзянсу та Чжецзян брали участь у цій ітерації, але їхні результати не опублікували, оскільки через обмеження, пов'язані з COVID, їм не вдалося повністю зібрати дані.
Через повномасштабне вторгнення Росії в Україну дані збирали лише 18 з 27 регіонів України, тому ці результати не показові для таких регіонів: Дніпропетровська область, Донецька область, Харківська область, Луганська область, Запорізька область, Херсонська область, Миколаївська область, Автономна Республіка Крим та місто Севастополь.
| 1  | Сінгапур                      | 575 |
| 2  | Макао                         | 552 |
| 3  | Республіка Китай              | 547 |
| 4  | Гонконг                       | 540 |
| 5  | Японія                        | 536 |
| 6  | Південна Корея                | 527 |
| 7  | Естонія                       | 510 |
| 8  | Швейцарія                     | 508 |
| 9  | Канада                        | 497 |
| 10 | Нідерланди                    | 493 |
| 11 | Ірландія                      | 492 |
| 12 | Бельгія                       | 489 |
| 13 | Данія                         | 489 |
| 14 | Велика Британія               | 489 |
| 15 | Польща                        | 489 |
| 16 | Австралія                     | 487 |
| 17 | Австрія                       | 487 |
| 18 | Чехія                         | 487 |
| 19 | Словенія                      | 485 |
| 20 | Фінляндія                     | 484 |
| 21 | Латвія                        | 483 |
| 22 | Швеція                        | 482 |
| 23 | Нова Зеландія                 | 479 |
| 24 | Німеччина                     | 475 |
| 25 | Литва                         | 475 |
| 26 | Франція                       | 474 |
| 27 | Іспанія                       | 473 |
| 28 | Угорщина                      | 473 |
| 29 | Португалія                    | 472 |
|    | Міжнародне усереднення (ОЕСР) | 472 |
| 30 | Італія                        | 471 |
| 31 | В'єтнам                       | 469 |
| 32 | Норвегія                      | 468 |
| 33 | Мальта                        | 466 |
| 34 | США                           | 465 |
| 35 | Словаччина                    | 464 |
| 36 | Хорватія                      | 463 |
| 37 | Ісландія                      | 459 |
| 38 | Ізраїль                       | 458 |
| 39 | Туреччина                     | 453 |
| 40 | Бруней                        | 442 |
| 41 | Україна                       | 441 |
| 42 | Сербія                        | 440 |
| 43 | ОАЕ                           | 431 |
| 44 | Греція                        | 430 |
| 45 | Румунія                       | 428 |
| 46 | Казахстан                     | 425 |
| 47 | Монголія                      | 425 |
| 48 | Кіпр                          | 418 |
| 49 | Болгарія                      | 417 |
| 50 | Молдова                       | 417 |
| 51 | Катар                         | 414 |
| 52 | Чилі                          | 412 |
| 53 | Уругвай                       | 409 |
| 54 | Малайзія                      | 409 |
| 55 | Чорногорія                    | 406 |
| 56 | Азербайджан                   | 397 |
| 57 | Мексика                       | 395 |
| 58 | Таїланд                       | 394 |
| 59 | Перу                          | 391 |
| 60 | Грузія                        | 390 |
| 61 | Північна Македонія            | 389 |
| 62 | Саудівська Аравія             | 389 |
| 63 | Коста-Рика                    | 385 |
| 64 | Колумбія                      | 383 |
| 65 | Бразилія                      | 379 |
| 66 | Аргентина                     | 378 |
| 67 | Ямайка                        | 377 |
| 68 | Албанія                       | 368 |
| 69 | Індонезія                     | 366 |
| 70 | Палестинська адміністрація    | 366 |
| 71 | Марокко                       | 365 |
| 72 | Узбекистан                    | 364 |
| 73 | Йорданія                      | 361 |
| 74 | Панама                        | 357 |
| 75 | Косово                        | 355 |
| 76 | Філіппіни                     | 355 |
| 77 | Гватемала                     | 344 |
| 78 | Сальвадор                     | 343 |
| 79 | Домініканська Республіка      | 339 |
| 80 | Парагвай                      | 338 |
| 81 | Камбоджа                      | 336 |

| 1  | Сінгапур                      | 561 |
| 2  | Японія                        | 547 |
| 3  | Макао                         | 543 |
| 4  | Республіка Китай              | 537 |
| 5  | Південна Корея                | 528 |
| 6  | Естонія                       | 526 |
| 7  | Гонконг                       | 520 |
| 8  | Канада                        | 515 |
| 9  | Фінляндія                     | 511 |
| 10 | Австралія                     | 507 |
| 11 | Ірландія                      | 504 |
| 12 | Нова Зеландія                 | 504 |
| 13 | Швейцарія                     | 503 |
| 14 | Словенія                      | 500 |
| 15 | Велика Британія               | 500 |
| 16 | США                           | 499 |
| 17 | Польща                        | 499 |
| 18 | Чехія                         | 498 |
| 19 | Данія                         | 494 |
| 20 | Латвія                        | 494 |
| 21 | Швеція                        | 494 |
| 22 | Німеччина                     | 492 |
| 23 | Австрія                       | 491 |
| 24 | Бельгія                       | 491 |
| 25 | Нідерланди                    | 488 |
| 26 | Франція                       | 487 |
| 27 | Угорщина                      | 486 |
| 28 | Іспанія                       | 485 |
| 29 | Міжнародне усереднення (ОЕСР) | 485 |
|    | Литва                         | 484 |
| 30 | Португалія                    | 484 |
| 31 | Хорватія                      | 483 |
| 32 | Норвегія                      | 478 |
| 33 | Італія                        | 477 |
| 34 | Туреччина                     | 476 |
| 35 | В'єтнам                       | 472 |
| 36 | Мальта                        | 466 |
| 37 | Ізраїль                       | 465 |
| 38 | Словаччина                    | 462 |
| 39 | Україна                       | 450 |
| 40 | Ісландія                      | 447 |
| 41 | Сербія                        | 447 |
| 42 | Бруней                        | 446 |
| 43 | Чилі                          | 444 |
| 44 | Греція                        | 441 |
| 45 | Уругвай                       | 435 |
| 46 | ОАЕ                           | 432 |
| 47 | Катар                         | 432 |
| 48 | Румунія                       | 428 |
| 49 | Казахстан                     | 423 |
| 50 | Болгарія                      | 421 |
| 51 | Молдова                       | 417 |
| 52 | Малайзія                      | 416 |
| 53 | Монголія                      | 412 |
| 54 | Кіпр                          | 411 |
| 55 | Колумбія                      | 411 |
| 56 | Коста-Рика                    | 411 |
| 57 | Мексика                       | 410 |
| 58 | Таїланд                       | 409 |
| 59 | Перу                          | 408 |
| 60 | Аргентина                     | 406 |
| 61 | Бразилія                      | 403 |
| 62 | Ямайка                        | 403 |
| 63 | Чорногорія                    | 403 |
| 64 | Саудівська Аравія             | 390 |
| 65 | Панама                        | 388 |
| 66 | Грузія                        | 384 |
| 67 | Індонезія                     | 383 |
| 68 | Азербайджан                   | 380 |
| 69 | Північна Македонія            | 380 |
| 70 | Албанія                       | 376 |
| 71 | Йорданія                      | 375 |
| 72 | Сальвадор                     | 374 |
| 73 | Гватемала                     | 373 |
| 74 | Палестинська адміністрація    | 369 |
| 75 | Парагвай                      | 368 |
| 76 | Марокко                       | 365 |
| 77 | Домініканська Республіка      | 360 |
| 78 | Косово                        | 357 |
| 79 | Філіппіни                     | 356 |
| 80 | Узбекистан                    | 355 |
| 81 | Камбоджа                      | 347 |

| 1  | Сінгапур                      | 543 |
| 2  | Ірландія                      | 516 |
| 3  | Японія                        | 516 |
| 4  | Південна Корея                | 515 |
| 5  | Республіка Китай              | 515 |
| 6  | Естонія                       | 511 |
| 7  | Макао                         | 510 |
| 8  | Канада                        | 507 |
| 9  | США                           | 504 |
| 10 | Нова Зеландія                 | 501 |
| 11 | Гонконг                       | 500 |
| 12 | Австралія                     | 498 |
| 13 | Велика Британія               | 494 |
| 14 | Фінляндія                     | 490 |
| 15 | Данія                         | 489 |
| 16 | Польща                        | 489 |
| 17 | Чехія                         | 489 |
| 18 | Швеція                        | 487 |
| 19 | Швейцарія                     | 483 |
| 20 | Італія                        | 482 |
| 21 | Німеччина                     | 480 |
| 22 | Австрія                       | 480 |
| 23 | Бельгія                       | 479 |
| 24 | Норвегія                      | 477 |
| 25 | Португалія                    | 477 |
| 26 | Міжнародне усереднення (ОЕСР) | 476 |
| 27 | Хорватія                      | 475 |
| 28 | Латвія                        | 475 |
| 29 | Іспанія                       | 474 |
|    | Франція                       | 474 |
| 30 | Ізраїль                       | 474 |
| 31 | Угорщина                      | 473 |
| 32 | Литва                         | 472 |
| 33 | Словенія                      | 469 |
| 34 | В'єтнам                       | 462 |
| 35 | Нідерланди                    | 459 |
| 36 | Туреччина                     | 456 |
| 37 | Чилі                          | 448 |
| 38 | Словаччина                    | 447 |
| 39 | Мальта                        | 445 |
| 40 | Сербія                        | 440 |
| 41 | Греція                        | 438 |
| 42 | Ісландія                      | 436 |
| 43 | Уругвай                       | 430 |
| 44 | Бруней                        | 429 |
| 45 | Румунія                       | 428 |
| 46 | Україна                       | 428 |
| 47 | Катар                         | 419 |
| 48 | ОАЕ                           | 417 |
| 49 | Коста-Рика                    | 415 |
| 50 | Мексика                       | 415 |
| 51 | Молдова                       | 411 |
| 52 | Бразилія                      | 410 |
| 53 | Ямайка                        | 410 |
| 54 | Колумбія                      | 409 |
| 55 | Перу                          | 408 |
| 56 | Чорногорія                    | 405 |
| 57 | Болгарія                      | 404 |
| 58 | Аргентина                     | 401 |
| 59 | Панама                        | 392 |
| 60 | Малайзія                      | 388 |
| 61 | Казахстан                     | 386 |
| 62 | Саудівська Аравія             | 383 |
| 63 | Кіпр                          | 381 |
| 64 | Таїланд                       | 379 |
| 65 | Монголія                      | 378 |
| 66 | Грузія                        | 374 |
| 67 | Гватемала                     | 374 |
| 68 | Парагвай                      | 373 |
| 69 | Азербайджан                   | 365 |
| 70 | Сальвадор                     | 365 |
| 71 | Індонезія                     | 359 |
| 72 | Північна Македонія            | 359 |
| 73 | Албанія                       | 358 |
| 74 | Домініканська Республіка      | 351 |
| 75 | Палестинська адміністрація    | 349 |
| 76 | Філіппіни                     | 347 |
| 77 | Йорданія                      | 342 |
| 78 | Косово                        | 342 |
| 79 | Марокко                       | 339 |
| 80 | Узбекистан                    | 336 |
| 81 | Камбоджа                      | 329 |

### Порівняння рейтингів 2000—2022 років
| Математика                    | Математика | Математика | Математика | Математика | Математика | Математика | Математика | Математика | Математика | Математика | Математика | Математика | Математика | Математика | Математика | Математика |
| Країна                        | 2022       | 2022       | 2018       | 2018       | 2015       | 2015       | 2012       | 2012       | 2009       | 2009       | 2006       | 2006       | 2003       | 2003       | 2000       | 2000       |
| Країна                        | Оцінка     | Місце      | Оцінка     | Місце      | Оцінка     | Місце      | Оцінка     | Місце      | Оцінка     | Місце      | Оцінка     | Місце      | Оцінка     | Місце      | Оцінка     | Місце      |
| ----------------------------- | ---------- | ---------- | ---------- | ---------- | ---------- | ---------- | ---------- | ---------- | ---------- | ---------- | ---------- | ---------- | ---------- | ---------- | ---------- | ---------- |
| Міжнародне усереднення (ОЕСР) | 472        | —          | 489        | —          | 490        | —          | 494        | —          | 495        | —          | 494        | —          | 499        | —          | 492        | —          |
| Аргентина АМБА                | —          | —          | —          | —          | 456        | 43         | 418        | 49         | —          | —          | —          | —          | —          | —          | —          | —          |
| Австралія                     | 487        | 17         | 491        | 29         | 494        | 25         | 504        | 17         | 514        | 13         | 520        | 12         | 524        | 10         | 533        | 6          |
| Австрія                       | 487        | 16         | 499        | 23         | 497        | 20         | 506        | 16         | 496        | 22         | 505        | 17         | 506        | 18         | 503        | 12         |
| Албанія                       | 368        | 68         | 437        | 48         | 413        | 57         | 394        | 54         | 377        | 53         | —          | —          | —          | —          | 381        | 33         |
| Алжир                         | —          | —          | —          | —          | 360        | 72         | —          | —          | —          | —          | —          | —          | —          | —          | —          | —          |
| Аргентина                     | 378        | 66         | 379        | 71         | 409        | 58         | —          | —          | —          | —          | —          | —          | —          | —          | 388        | 30         |
| Азербайджан Баку              | 397        | 56         | 420        | 56         | —          | —          | —          | —          | —          | —          | —          | —          | —          | —          | —          | —          |
| Бельгія                       | 489        | 12         | 508        | 15         | 507        | 15         | 515        | 13         | 515        | 12         | 520        | 11         | 529        | 7          | 520        | 8          |
| Білорусь                      | —          | —          | 472        | 38         | —          | —          | —          | —          | —          | —          | —          | —          | —          | —          | —          | —          |
| Болгарія                      | 417        | 49         | 436        | 49         | 441        | 47         | 439        | 43         | 428        | 41         | 413        | 43         | —          | —          | 430        | 28         |
| Боснія і Герцеговина          | —          | —          | 406        | 62         | —          | —          | —          | —          | —          | —          | —          | —          | —          | —          | —          | —          |
| Бразилія                      | 379        | 65         | 384        | 70         | 377        | 68         | 389        | 55         | 386        | 51         | 370        | 50         | 356        | 39         | 334        | 35         |
| Бруней                        | 442        | 40         | 430        | 51         | —          | —          | —          | —          | —          | —          | —          | —          | —          | —          | —          | —          |
| В'єтнам                       | 469        | 31         | —          | —          | 495        | 22         | 511        | 15         | —          | —          | —          | —          | —          | —          | —          | —          |
| Велика Британія               | 489        | 14         | 502        | 18         | 492        | 27         | 494        | 24         | 492        | 26         | 495        | 23         | 508        | 17         | 529        | 7          |
| Гватемала                     | 344        | 77         | —          | —          | —          | —          | —          | —          | —          | —          | —          | —          | —          | —          | —          | —          |
| Гонконг                       | 540        | 4          | 551        | 4          | 548        | 2          | 561        | 2          | 555        | 2          | 547        | 3          | 550        | 1          | 560        | 1          |
| Греція                        | 430        | 44         | 451        | 44         | 454        | 44         | 453        | 40         | 466        | 37         | 459        | 37         | 445        | 32         | 447        | 24         |
| Грузія                        | 390        | 60         | 398        | 66         | 404        | 60         | —          | —          | —          | —          | —          | —          | —          | —          | —          | —          |
| Данія                         | 489        | 13         | 509        | 13         | 511        | 12         | 500        | 20         | 503        | 17         | 513        | 14         | 514        | 14         | 514        | 10         |
| Домініканська Республіка      | 339        | 79         | 325        | 78         | 328        | 73         | —          | —          | —          | —          | —          | —          | —          | —          | —          | —          |
| Естонія                       | 510        | 7          | 523        | 8          | 520        | 9          | 521        | 9          | 512        | 15         | 515        | 13         | —          | —          | —          | —          |
| Ізраїль                       | 458        | 38         | 463        | 41         | 470        | 39         | 466        | 39         | 447        | 39         | 442        | 38         | —          | —          | 433        | 26         |
| Індонезія                     | 366        | 70         | 379        | 72         | 386        | 66         | 375        | 60         | 371        | 55         | 391        | 47         | 360        | 37         | 367        | 34         |
| Ірландія                      | 492        | 11         | 500        | 21         | 504        | 18         | 501        | 18         | 487        | 30         | 501        | 21         | 503        | 20         | 503        | 12         |
| Ісландія                      | 459        | 37         | 495        | 26         | 488        | 31         | 493        | 25         | 507        | 16         | 506        | 16         | 515        | 13         | 514        | 10         |
| Іспанія                       | 473        | 27         | 481        | 34         | 486        | 32         | 484        | 31         | 483        | 32         | 480        | 31         | 485        | 26         | 476        | 19         |
| Італія                        | 471        | 30         | 487        | 31         | 490        | 30         | 485        | 30         | 483        | 33         | 462        | 36         | 466        | 31         | 457        | 22         |
| Йорданія                      | 361        | 73         | 400        | 65         | 380        | 67         | 386        | 57         | 387        | 50         | 384        | 48         | —          | —          | —          | —          |
| Казахстан                     | 425        | 46         | 423        | 54         | 460        | 42         | 432        | 45         | 405        | 48         | —          | —          | —          | —          | —          | —          |
| Камбоджа                      | 336        | 81         | —          | —          | —          | —          | —          | —          | —          | —          | —          | —          | —          | —          | —          | —          |
| Канада                        | 497        | 9          | 512        | 12         | 516        | 10         | 518        | 11         | 527        | 8          | 527        | 7          | 532        | 6          | 533        | 6          |
| Катар                         | 414        | 51         | 414        | 60         | 402        | 61         | 376        | 59         | 368        | 56         | 318        | 52         | —          | —          | —          | —          |
| Республіка Китай              | 547        | 3          | 531        | 5          | 542        | 4          | 560        | 3          | 543        | 4          | 549        | 1          | —          | —          | —          | —          |
| Кіпр                          | 418        | 48         | 451        | 45         | 437        | 48         | —          | —          | —          | —          | —          | —          | —          | —          | —          | —          |
| Колумбія                      | 383        | 64         | 391        | 69         | 390        | 64         | 376        | 58         | 381        | 52         | 370        | 49         | —          | —          | —          | —          |
| Південна Корея                | 527        | 6          | 526        | 7          | 524        | 7          | 554        | 4          | 546        | 3          | 547        | 4          | 542        | 3          | 547        | 3          |
| Косово                        | 355        | 75         | 366        | 75         | 362        | 71         | —          | —          | —          | —          | —          | —          | —          | —          | —          | —          |
| Коста-Рика                    | 385        | 63         | 402        | 63         | 400        | 62         | 407        | 53         | —          | —          | —          | —          | —          | —          | —          | —          |
| Латвія                        | 483        | 21         | 496        | 24         | 482        | 34         | 491        | 26         | 482        | 34         | 486        | 30         | 483        | 27         | 463        | 21         |
| Литва                         | 475        | 24         | 481        | 35         | 478        | 36         | 479        | 35         | 477        | 35         | 486        | 29         | —          | —          | —          | —          |
| Ліван                         | —          | —          | 393        | 68         | 396        | 63         | —          | —          | —          | —          | —          | —          | —          | —          | —          | —          |
| Люксембург                    | —          | —          | 483        | 33         | 486        | 33         | 490        | 27         | 489        | 28         | 490        | 27         | 493        | 23         | 446        | 25         |
| Макао                         | 552        | 2          | 558        | 3          | 544        | 3          | 538        | 5          | 525        | 10         | 525        | 8          | 527        | 8          | —          | —          |
| Малайзія                      | 409        | 54         | 440        | 47         | 446        | 45         | 421        | 48         | —          | —          | —          | —          | —          | —          | —          | —          |
| Мальта                        | 466        | 33         | 472        | 39         | 479        | 35         | —          | —          | —          | —          | —          | —          | —          | —          | —          | —          |
| Марокко                       | 365        | 71         | 368        | 74         | —          | —          | —          | —          | —          | —          | —          | —          | —          | —          | —          | —          |
| Мексика                       | 395        | 57         | 409        | 61         | 408        | 59         | 413        | 50         | 419        | 46         | 406        | 45         | 385        | 36         | 387        | 31         |
| Молдова                       | 414        | 50         | 421        | 55         | 420        | 52         | —          | —          | —          | —          | —          | —          | —          | —          | —          | —          |
| Монголія                      | 425        | 47         | —          | —          | —          | —          | —          | —          | —          | —          | —          | —          | —          | —          | —          | —          |
| Нідерланди                    | 493        | 10         | 519        | 9          | 512        | 11         | 523        | 8          | 526        | 9          | 531        | 5          | 538        | 4          | —          | —          |
| Німеччина                     | 475        | 25         | 500        | 20         | 506        | 16         | 514        | 14         | 513        | 14         | 504        | 19         | 503        | 19         | 490        | 16         |
| Нова Зеландія                 | 479        | 23         | 494        | 27         | 495        | 21         | 500        | 21         | 519        | 11         | 522        | 10         | 523        | 11         | 537        | 4          |
| Норвегія                      | 468        | 32         | 501        | 19         | 502        | 19         | 489        | 28         | 498        | 19         | 490        | 28         | 495        | 22         | 499        | 13         |
| ОАЕ                           | 431        | 43         | 435        | 50         | 427        | 49         | 434        | 44         | —          | —          | —          | —          | —          | —          | —          | —          |
| КНР П-Ш-Ц-Г                   | —          | —          | —          | —          | 531        | 6          | —          | —          | —          | —          | —          | —          | —          | —          | —          | —          |
| КНР П-Ш-Ц-Ч                   | —          | —          | 591        | 1          | —          | —          | —          | —          | —          | —          | —          | —          | —          | —          | —          | —          |
| Палестинська адміністрація    | 366        | 69         | —          | —          | —          | —          | —          | —          | —          | —          | —          | —          | —          | —          | —          | —          |
| Панама                        | 357        | 74         | 353        | 76         | —          | —          | —          | —          | —          | —          | —          | —          | —          | —          | —          | —          |
| Парагвай                      | 338        | 80         | —          | —          | —          | —          | —          | —          | —          | —          | —          | —          | —          | —          | —          | —          |
| Перу                          | 391        | 59         | 400        | 64         | 387        | 65         | 368        | 61         | 365        | 57         | —          | —          | —          | —          | 292        | 36         |
| Північна Македонія            | 389        | 62         | 394        | 67         | 371        | 69         | —          | —          | —          | —          | —          | —          | —          | —          | 381        | 33         |
| Польща                        | 489        | 15         | 516        | 10         | 504        | 17         | 518        | 12         | 495        | 23         | 495        | 24         | 490        | 24         | 470        | 20         |
| Португалія                    | 472        | 29         | 492        | 28         | 492        | 29         | 487        | 29         | 487        | 31         | 466        | 35         | 466        | 30         | 454        | 23         |
| Росія                         | —          | —          | 488        | 30         | 494        | 23         | 482        | 32         | 468        | 36         | 476        | 32         | 468        | 29         | 478        | 18         |
| Румунія                       | 428        | 45         | 430        | 52         | 444        | 46         | 445        | 42         | 427        | 42         | 415        | 42         | —          | —          | 426        | 29         |
| США                           | 465        | 34         | 478        | 37         | 470        | 40         | 481        | 34         | 487        | 29         | 474        | 33         | 483        | 28         | 493        | 15         |
| Сальвадор                     | 343        | 78         | —          | —          | —          | —          | —          | —          | —          | —          | —          | —          | —          | —          | —          | —          |
| Саудівська Аравія             | 389        | 61         | 373        | 73         | —          | —          | —          | —          | —          | —          | —          | —          | —          | —          | —          | —          |
| Сербія                        | 440        | 42         | 448        | 46         | —          | —          | —          | —          | —          | —          | —          | —          | —          | —          | —          | —          |
| Сінгапур                      | 575        | 1          | 569        | 2          | 564        | 1          | 573        | 1          | 562        | 1          | —          | —          | —          | —          | —          | —          |
| Словаччина                    | 464        | 35         | 486        | 32         | 475        | 38         | 482        | 33         | 497        | 21         | 492        | 25         | 498        | 21         | —          | —          |
| Словенія                      | 485        | 19         | 509        | 14         | 510        | 14         | 501        | 19         | 501        | 18         | 504        | 18         | —          | —          | —          | —          |
| Таїланд                       | 394        | 58         | 419        | 57         | 415        | 56         | 427        | 46         | 419        | 45         | 417        | 41         | 417        | 35         | 432        | 27         |
| Тринідад і Тобаго             | —          | —          | —          | —          | 417        | 55         | —          | —          | 414        | 47         | —          | —          | —          | —          | —          | —          |
| Туніс                         | —          | —          | —          | —          | 367        | 70         | 388        | 56         | 371        | 54         | 365        | 51         | 359        | 38         | —          | —          |
| Туреччина                     | 453        | 39         | 454        | 42         | 420        | 51         | 448        | 41         | 445        | 40         | 424        | 40         | 423        | 33         | —          | —          |
| Угорщина                      | 473        | 28         | 481        | 36         | 477        | 37         | 477        | 37         | 490        | 27         | 491        | 26         | 490        | 25         | 488        | 17         |
| Узбекистан                    | 364        | 72         | —          | —          | —          | —          | —          | —          | —          | —          | —          | —          | —          | —          | —          | —          |
| Україна                       | 441        | 41         | 453        | 43         | —          | —          | —          | —          | —          | —          | —          | —          | —          | —          | —          | —          |
| Уругвай                       | 409        | 53         | 418        | 58         | 418        | 53         | 409        | 52         | 427        | 43         | 427        | 39         | 422        | 34         | —          | —          |
| Філіппіни                     | 355        | 76         | 353        | 77         | —          | —          | —          | —          | —          | —          | —          | —          | —          | —          | —          | —          |
| Фінляндія                     | 484        | 20         | 507        | 16         | 511        | 13         | 519        | 10         | 541        | 5          | 548        | 2          | 544        | 2          | 536        | 5          |
| Франція                       | 474        | 26         | 495        | 25         | 493        | 26         | 495        | 23         | 497        | 20         | 496        | 22         | 511        | 15         | 517        | 9          |
| Хорватія                      | 463        | 36         | 464        | 40         | 464        | 41         | 471        | 38         | 460        | 38         | 467        | 34         | —          | —          | —          | —          |
| Чехія                         | 487        | 18         | 499        | 22         | 492        | 28         | 499        | 22         | 493        | 25         | 510        | 15         | 516        | 12         | 498        | 14         |
| Чилі                          | 412        | 52         | 417        | 59         | 423        | 50         | 423        | 47         | 421        | 44         | 411        | 44         | —          | —          | 384        | 32         |
| Чорногорія                    | 406        | 55         | 430        | 53         | 418        | 54         | 410        | 51         | 403        | 49         | 399        | 46         | —          | —          | —          | —          |
| Швейцарія                     | 508        | 8          | 515        | 11         | 521        | 8          | 531        | 7          | 534        | 6          | 530        | 6          | 527        | 9          | 529        | 7          |
| Швеція                        | 482        | 22         | 502        | 17         | 494        | 24         | 478        | 36         | 494        | 24         | 502        | 20         | 509        | 16         | 510        | 11         |
| Ямайка                        | 377        | 67         | —          | —          | —          | —          | —          | —          | —          | —          | —          | —          | —          | —          | —          | —          |
| Японія                        | 536        | 5          | 527        | 6          | 532        | 5          | 536        | 6          | 529        | 7          | 523        | 9          | 534        | 5          | 557        | 2          |

| Природничі науки              | Природничі науки | Природничі науки | Природничі науки | Природничі науки | Природничі науки | Природничі науки | Природничі науки | Природничі науки | Природничі науки | Природничі науки | Природничі науки | Природничі науки |
| Країна                        | 2022             | 2022             | 2018             | 2018             | 2015             | 2015             | 2012             | 2012             | 2009             | 2009             | 2006             | 2006             |
| Країна                        | Оцінка           | Місце            | Оцінка           | Місце            | Оцінка           | Місце            | Оцінка           | Місце            | Оцінка           | Місце            | Оцінка           | Місце            |
| ----------------------------- | ---------------- | ---------------- | ---------------- | ---------------- | ---------------- | ---------------- | ---------------- | ---------------- | ---------------- | ---------------- | ---------------- | ---------------- |
| Міжнародне усереднення (ОЕСР) | 485              | —                | 489              | —                | 493              | —                | 501              | —                | 501              | —                | 498              | —                |
| Аргентина АМБА                | —                | —                | —                | —                | 475              | 38               | 425              | 49               | —                | —                | —                | —                |
| Австралія                     | 507              | 10               | 503              | 17               | 510              | 14               | 521              | 14               | 527              | 9                | 527              | 8                |
| Австрія                       | 491              | 23               | 490              | 28               | 495              | 26               | 506              | 21               | 494              | 28               | 511              | 17               |
| Албанія                       | 376              | 70               | 417              | 59               | 427              | 54               | 397              | 58               | 391              | 54               | —                | —                |
| Алжир                         | —                | —                | —                | —                | 376              | 72               | —                | —                | —                | —                | —                | —                |
| Аргентина                     | 406              | 60               | 404              | 65               | 432              | 52               | —                | —                | —                | —                | —                | —                |
| Азербайджан Баку              | 380              | 68               | 398              | 68               | —                | —                | —                | —                | —                | —                | —                | —                |
| Бельгія                       | 491              | 24               | 499              | 20               | 502              | 20               | 505              | 22               | 507              | 19               | 510              | 18               |
| Білорусь                      | —                | —                | 471              | 37               | —                | —                | —                | —                | —                | —                | —                | —                |
| Болгарія                      | 421              | 50               | 424              | 56               | 446              | 46               | 446              | 43               | 439              | 42               | 434              | 40               |
| Боснія і Герцеговина          | —                | —                | 398              | 67               | —                | —                | —                | —                | —                | —                | —                | —                |
| Бразилія                      | 403              | 62               | 404              | 66               | 401              | 66               | 402              | 55               | 405              | 49               | 390              | 49               |
| Бруней                        | 446              | 42               | 431              | 50               | —                | —                | —                | —                | —                | —                | —                | —                |
| В'єтнам                       | 472              | 35               | —                | —                | 525              | 8                | 528              | 7                | —                | —                | —                | —                |
| Велика Британія               | 500              | 15               | 505              | 14               | 509              | 15               | 514              | 19               | 514              | 14               | 515              | 13               |
| Гватемала                     | 373              | 73               | —                | —                | —                | —                | —                | —                | —                | —                | —                | —                |
| Гонконг                       | 520              | 7                | 517              | 9                | 523              | 9                | 555              | 1                | 549              | 2                | 542              | 2                |
| Греція                        | 441              | 44               | 452              | 44               | 455              | 44               | 467              | 40               | 470              | 38               | 473              | 37               |
| Грузія                        | 384              | 66               | 383              | 73               | 411              | 63               | —                | —                | —                | —                | —                | —                |
| Данія                         | 494              | 20               | 493              | 25               | 502              | 21               | 498              | 25               | 499              | 24               | 496              | 23               |
| Домініканська Республіка      | 360              | 77               | 336              | 78               | 332              | 73               | —                | —                | —                | —                | —                | —                |
| Естонія                       | 526              | 6                | 530              | 4                | 534              | 3                | 541              | 5                | 528              | 8                | 531              | 5                |
| Ізраїль                       | 465              | 37               | 462              | 42               | 467              | 40               | 470              | 39               | 455              | 39               | 454              | 38               |
| Індонезія                     | 383              | 67               | 396              | 70               | 403              | 65               | 382              | 60               | 383              | 55               | 393              | 48               |
| Ірландія                      | 504              | 12               | 496              | 22               | 503              | 19               | 522              | 13               | 508              | 18               | 508              | 19               |
| Ісландія                      | 447              | 41               | 475              | 35               | 473              | 39               | 478              | 37               | 496              | 26               | 491              | 26               |
| Іспанія                       | 485              | 28               | 483              | 30               | 493              | 30               | 496              | 27               | 488              | 34               | 488              | 30               |
| Італія                        | 477              | 33               | 468              | 40               | 481              | 34               | 494              | 31               | 489              | 33               | 475              | 35               |
| Йорданія                      | 375              | 71               | 429              | 51               | 409              | 64               | 409              | 54               | 415              | 47               | 422              | 43               |
| Казахстан                     | 423              | 49               | 397              | 69               | 456              | 43               | 425              | 48               | 400              | 53               | —                | —                |
| Камбоджа                      | 347              | 81               | —                | —                | —                | —                | —                | —                | —                | —                | —                | —                |
| Канада                        | 515              | 8                | 518              | 8                | 528              | 7                | 525              | 9                | 529              | 7                | 534              | 3                |
| Катар                         | 432              | 46               | 419              | 58               | 418              | 59               | 384              | 59               | 379              | 56               | 349              | 52               |
| Республіка Китай              | 537              | 4                | 516              | 10               | 532              | 4                | 523              | 11               | 520              | 11               | 532              | 4                |
| Кіпр                          | 411              | 56               | 439              | 47               | 433              | 51               | —                | —                | —                | —                | —                | —                |
| Колумбія                      | 411              | 54               | 413              | 62               | 416              | 60               | 399              | 56               | 402              | 50               | 388              | 50               |
| Південна Корея                | 528              | 5                | 519              | 7                | 516              | 11               | 538              | 6                | 538              | 5                | 522              | 10               |
| Косово                        | 357              | 78               | 365              | 75               | 378              | 71               | —                | —                | —                | —                | —                | —                |
| Коста-Рика                    | 411              | 55               | 416              | 60               | 420              | 58               | 429              | 47               | —                | —                | —                | —                |
| Латвія                        | 494              | 19               | 487              | 29               | 490              | 31               | 502              | 23               | 494              | 29               | 490              | 27               |
| Литва                         | 484              | 29               | 482              | 31               | 475              | 36               | 496              | 28               | 491              | 31               | 488              | 31               |
| Ліван                         | —                | —                | 384              | 72               | 386              | 68               | —                | —                | —                | —                | —                | —                |
| Люксембург                    | —                | —                | 477              | 34               | 483              | 33               | 491              | 33               | 484              | 36               | 486              | 33               |
| Макао                         | 543              | 3                | 544              | 3                | 529              | 6                | 521              | 15               | 511              | 16               | 511              | 16               |
| Малайзія                      | 416              | 52               | 438              | 48               | 443              | 47               | 420              | 50               | —                | —                | —                | —                |
| Мальта                        | 466              | 36               | 457              | 43               | 465              | 41               | —                | —                | —                | —                | —                | —                |
| Марокко                       | 365              | 76               | 377              | 74               | —                | —                | —                | —                | —                | —                | —                | —                |
| Мексика                       | 410              | 57               | 419              | 57               | 416              | 61               | 415              | 52               | 416              | 46               | 410              | 47               |
| Молдова                       | 417              | 51               | 428              | 52               | 428              | 53               | —                | —                | —                | —                | —                | —                |
| Монголія                      | 412              | 53               | —                | —                | —                | —                | —                | —                | —                | —                | —                | —                |
| Нідерланди                    | 488              | 25               | 503              | 15               | 509              | 17               | 522              | 12               | 522              | 10               | 525              | 9                |
| Німеччина                     | 492              | 22               | 503              | 16               | 509              | 16               | 524              | 10               | 520              | 12               | 516              | 12               |
| Нова Зеландія                 | 504              | 11               | 508              | 12               | 513              | 12               | 516              | 16               | 532              | 6                | 530              | 7                |
| Норвегія                      | 478              | 32               | 490              | 27               | 498              | 24               | 495              | 29               | 500              | 23               | 487              | 32               |
| ОАЕ                           | 432              | 47               | 434              | 49               | 437              | 48               | 448              | 42               | —                | —                | —                | —                |
| КНР П-Ш-Ц-Г                   | —                | —                | —                | —                | 518              | 10               | —                | —                | —                | —                | —                | —                |
| КНР П-Ш-Ц-Ч                   | —                | —                | 590              | 1                | —                | —                | —                | —                | —                | —                | —                | —                |
| Палестинська адміністрація    | 369              | 74               | —                | —                | —                | —                | —                | —                | —                | —                | —                | —                |
| Панама                        | 388              | 65               | 365              | 76               | —                | —                | —                | —                | —                | —                | —                | —                |
| Парагвай                      | 368              | 75               | —                | —                | —                | —                | —                | —                | —                | —                | —                | —                |
| Перу                          | 408              | 59               | 404              | 64               | 397              | 67               | 373              | 61               | 369              | 57               | —                | —                |
| Північна Македонія            | 380              | 69               | 413              | 63               | 384              | 70               | —                | —                | —                | —                | —                | —                |
| Польща                        | 499              | 17               | 511              | 11               | 501              | 22               | 526              | 8                | 508              | 17               | 498              | 22               |
| Португалія                    | 484              | 30               | 492              | 26               | 501              | 23               | 489              | 34               | 493              | 30               | 474              | 36               |
| Росія                         | —                | —                | 478              | 33               | 487              | 32               | 486              | 35               | 478              | 37               | 479              | 34               |
| Румунія                       | 428              | 48               | 426              | 55               | 435              | 50               | 439              | 46               | 428              | 43               | 418              | 45               |
| США                           | 499              | 16               | 502              | 18               | 496              | 25               | 497              | 26               | 502              | 21               | 489              | 28               |
| Сальвадор                     | 373              | 72               | —                | —                | —                | —                | —                | —                | —                | —                | —                | —                |
| Саудівська Аравія             | 390              | 64               | 386              | 71               | —                | —                | —                | —                | —                | —                | —                | —                |
| Сербія                        | 447              | 40               | 440              | 46               | —                | —                | —                | —                | —                | —                | —                | —                |
| Сінгапур                      | 561              | 1                | 551              | 2                | 556              | 1                | 551              | 2                | 542              | 3                | —                | —                |
| Словаччина                    | 462              | 38               | 464              | 41               | 461              | 42               | 471              | 38               | 490              | 32               | 488              | 29               |
| Словенія                      | 500              | 14               | 507              | 13               | 513              | 13               | 514              | 18               | 512              | 15               | 519              | 11               |
| Таїланд                       | 409              | 58               | 426              | 53               | 421              | 57               | 444              | 45               | 425              | 45               | 421              | 44               |
| Тринідад і Тобаго             | —                | —                | —                | —                | 425              | 56               | —                | —                | 410              | 48               | —                | —                |
| Туніс                         | —                | —                | —                | —                | 386              | 69               | 398              | 57               | 401              | 52               | 386              | 51               |
| Туреччина                     | 476              | 34               | 468              | 39               | 425              | 55               | 463              | 41               | 454              | 40               | 424              | 42               |
| Угорщина                      | 486              | 27               | 481              | 32               | 477              | 35               | 494              | 30               | 503              | 20               | 504              | 20               |
| Узбекистан                    | 355              | 80               | —                | —                | —                | —                | —                | —                | —                | —                | —                | —                |
| Україна                       | 450              | 39               | 469              | 38               | —                | —                | —                | —                | —                | —                | —                | —                |
| Уругвай                       | 435              | 45               | 426              | 54               | 435              | 49               | 416              | 51               | 427              | 44               | 428              | 41               |
| Філіппіни                     | 356              | 79               | 357              | 77               | —                | —                | —                | —                | —                | —                | —                | —                |
| Фінляндія                     | 511              | 9                | 522              | 6                | 531              | 5                | 545              | 4                | 554              | 1                | 563              | 1                |
| Франція                       | 487              | 26               | 493              | 24               | 495              | 27               | 499              | 24               | 498              | 25               | 495              | 24               |
| Хорватія                      | 483              | 31               | 472              | 36               | 475              | 37               | 491              | 32               | 486              | 35               | 493              | 25               |
| Чехія                         | 498              | 18               | 497              | 21               | 493              | 29               | 508              | 20               | 500              | 22               | 513              | 14               |
| Чилі                          | 444              | 43               | 444              | 45               | 447              | 45               | 445              | 44               | 447              | 41               | 438              | 39               |
| Чорногорія                    | 403              | 61               | 415              | 61               | 411              | 62               | 410              | 53               | 401              | 51               | 412              | 46               |
| Швейцарія                     | 503              | 13               | 495              | 23               | 506              | 18               | 515              | 17               | 517              | 13               | 512              | 15               |
| Швеція                        | 494              | 21               | 499              | 19               | 493              | 28               | 485              | 36               | 495              | 27               | 503              | 21               |
| Ямайка                        | 403              | 63               | —                | —                | —                | —                | —                | —                | —                | —                | —                | —                |
| Японія                        | 547              | 2                | 529              | 5                | 538              | 2                | 547              | 3                | 539              | 4                | 531              | 6                |

| Читання                       | Читання | Читання | Читання | Читання | Читання | Читання | Читання | Читання | Читання | Читання | Читання | Читання | Читання | Читання | Читання | Читання |
| Країна                        | 2022    | 2022    | 2018    | 2018    | 2015    | 2015    | 2012    | 2012    | 2009    | 2009    | 2006    | 2006    | 2003    | 2003    | 2000    | 2000    |
| Країна                        | Оцінка  | Місце   | Оцінка  | Місце   | Оцінка  | Місце   | Оцінка  | Місце   | Оцінка  | Місце   | Оцінка  | Місце   | Оцінка  | Місце   | Оцінка  | Місце   |
| ----------------------------- | ------- | ------- | ------- | ------- | ------- | ------- | ------- | ------- | ------- | ------- | ------- | ------- | ------- | ------- | ------- | ------- |
| Міжнародне усереднення (ОЕСР) | 476     | —       | 487     | —       | 493     | —       | 496     | —       | 493     | —       | 489     | —       | 494     | —       | 493     | —       |
| Аргентина АМБА                | —       | —       | —       | —       | 475     | 38      | 429     | 48      | —       | —       | —       | —       | —       | —       | —       | —       |
| Австралія                     | 498     | 12      | 503     | 16      | 503     | 16      | 512     | 12      | 515     | 8       | 513     | 7       | 525     | 4       | 528     | 4       |
| Австрія                       | 480     | 21      | 484     | 27      | 485     | 33      | 490     | 26      | 470     | 37      | 490     | 21      | 491     | 22      | 492     | 19      |
| Албанія                       | 358     | 73      | 405     | 61      | 405     | 63      | 394     | 58      | 385     | 55      | —       | —       | —       | —       | 349     | 39      |
| Алжир                         | —       | —       | —       | —       | 350     | 71      | —       | —       | —       | —       | —       | —       | —       | —       | —       | —       |
| Аргентина                     | 401     | 58      | 402     | 63      | 425     | 56      | —       | —       | —       | —       | —       | —       | —       | —       | —       | —       |
| Азербайджан Баку              | 365     | 69      | 389     | 68      | —       | —       | —       | —       | —       | —       | —       | —       | —       | —       | —       | —       |
| Бельгія                       | 479     | 23      | 493     | 22      | 499     | 20      | 509     | 16      | 506     | 10      | 501     | 11      | 507     | 11      | 507     | 11      |
| Білорусь                      | —       | —       | 474     | 36      | —       | —       | —       | —       | —       | —       | —       | —       | —       | —       | —       | —       |
| Болгарія                      | 404     | 57      | 420     | 54      | 432     | 49      | 436     | 47      | 429     | 42      | 402     | 43      | —       | —       | 430     | 32      |
| Боснія і Герцеговина          | —       | —       | 403     | 62      | —       | —       | —       | —       | —       | —       | —       | —       | —       | —       | —       | —       |
| Бразилія                      | 410     | 52      | 413     | 57      | 407     | 62      | 407     | 52      | 412     | 49      | 393     | 47      | 403     | 36      | 396     | 36      |
| Бруней                        | 429     | 44      | 408     | 59      | —       | —       | —       | —       | —       | —       | —       | —       | —       | —       | —       | —       |
| В'єтнам                       | 462     | 34      | —       | —       | 487     | 32      | 508     | 17      | —       | —       | —       | —       | —       | —       | —       | —       |
| Велика Британія               | 494     | 13      | 504     | 14      | 498     | 22      | 499     | 21      | 494     | 23      | 495     | 16      | 507     | 10      | 523     | 8       |
| Гватемала                     | 374     | 66      | —       | —       | —       | —       | —       | —       | —       | —       | —       | —       | —       | —       | —       | —       |
| Гонконг                       | 500     | 11      | 524     | 4       | 527     | 2       | 545     | 1       | 533     | 3       | 536     | 3       | 510     | 9       | 525     | 6       |
| Греція                        | 438     | 41      | 457     | 42      | 467     | 41      | 477     | 38      | 483     | 30      | 460     | 35      | 472     | 30      | 474     | 25      |
| Грузія                        | 374     | 67      | 380     | 70      | 401     | 65      | —       | —       | —       | —       | —       | —       | —       | —       | —       | —       |
| Данія                         | 489     | 15      | 501     | 18      | 500     | 18      | 496     | 23      | 495     | 22      | 494     | 18      | 492     | 19      | 497     | 16      |
| Домініканська Республіка      | 351     | 74      | 342     | 76      | 358     | 69      | —       | —       | —       | —       | —       | —       | —       | —       | —       | —       |
| Естонія                       | 511     | 6       | 523     | 5       | 519     | 6       | 516     | 10      | 501     | 12      | 501     | 12      | —       | —       | —       | —       |
| Ізраїль                       | 474     | 30      | 470     | 37      | 479     | 37      | 486     | 32      | 474     | 35      | 439     | 39      | —       | —       | 452     | 29      |
| Індонезія                     | 359     | 71      | 371     | 72      | 397     | 67      | 396     | 57      | 402     | 53      | 393     | 46      | 382     | 38      | 371     | 38      |
| Ірландія                      | 516     | 2       | 518     | 8       | 521     | 5       | 523     | 6       | 496     | 19      | 517     | 6       | 515     | 6       | 527     | 5       |
| Ісландія                      | 436     | 42      | 474     | 35      | 482     | 35      | 483     | 35      | 500     | 15      | 484     | 23      | 492     | 20      | 507     | 12      |
| Іспанія                       | 474     | 28      | —       | —       | 496     | 25      | 488     | 29      | 481     | 31      | 461     | 34      | 481     | 26      | 493     | 18      |
| Італія                        | 482     | 20      | 476     | 32      | 485     | 34      | 490     | 25      | 486     | 27      | 469     | 32      | 476     | 29      | 487     | 21      |
| Йорданія                      | 342     | 78      | 419     | 55      | 408     | 61      | 399     | 55      | 405     | 51      | 401     | 44      | —       | —       | —       | —       |
| Казахстан                     | 386     | 61      | 387     | 69      | 427     | 54      | 393     | 59      | 390     | 54      | —       | —       | —       | —       | —       | —       |
| Камбоджа                      | 329     | 81      | —       | —       | —       | —       | —       | —       | —       | —       | —       | —       | —       | —       | —       | —       |
| Канада                        | 507     | 8       | 520     | 6       | 527     | 3       | 523     | 7       | 524     | 5       | 527     | 4       | 528     | 3       | 534     | 2       |
| Катар                         | 419     | 47      | 407     | 60      | 402     | 64      | 388     | 60      | 372     | 56      | 312     | 51      | —       | —       | —       | —       |
| Республіка Китай              | 515     | 5       | 503     | 17      | 497     | 23      | 523     | 8       | 495     | 21      | 496     | 15      | —       | —       | —       | —       |
| Кіпр                          | 381     | 63      | 424     | 50      | 443     | 45      | —       | —       | —       | —       | —       | —       | —       | —       | —       | —       |
| Колумбія                      | 409     | 54      | 412     | 58      | 425     | 57      | 403     | 54      | 413     | 48      | 385     | 49      | —       | —       | —       | —       |
| Південна Корея                | 515     | 4       | 514     | 9       | 517     | 7       | 536     | 4       | 539     | 1       | 556     | 1       | 534     | 2       | 525     | 7       |
| Косово                        | 342     | 77      | 353     | 75      | 347     | 72      | —       | —       | —       | —       | —       | —       | —       | —       | —       | —       |
| Коста-Рика                    | 415     | 50      | 426     | 49      | 427     | 52      | 441     | 45      | —       | —       | —       | —       | —       | —       | —       | —       |
| Латвія                        | 475     | 27      | 479     | 30      | 488     | 29      | 489     | 27      | 484     | 28      | 479     | 27      | 491     | 23      | 458     | 28      |
| Литва                         | 472     | 32      | 476     | 34      | 472     | 39      | 477     | 37      | 468     | 38      | 470     | 31      | —       | —       | —       | —       |
| Ліван                         | —       | —       | 353     | 74      | 347     | 73      | —       | —       | —       | —       | —       | —       | —       | —       | —       | —       |
| Люксембург                    | —       | —       | 470     | 38      | 481     | 36      | 488     | 30      | 472     | 36      | 479     | 28      | 479     | 27      | 441     | 30      |
| Макао                         | 510     | 7       | 525     | 3       | 509     | 12      | 509     | 15      | 487     | 26      | 492     | 20      | 498     | 15      | —       | —       |
| Малайзія                      | 388     | 60      | 415     | 56      | 431     | 50      | 398     | 56      | —       | —       | —       | —       | —       | —       | —       | —       |
| Мальта                        | 445     | 39      | 448     | 44      | 447     | 44      | —       | —       | —       | —       | —       | —       | —       | —       | —       | —       |
| Марокко                       | 339     | 79      | 359     | 73      | —       | —       | —       | —       | —       | —       | —       | —       | —       | —       | —       | —       |
| Мексика                       | 415     | 49      | 420     | 53      | 423     | 58      | 424     | 49      | 425     | 44      | 410     | 42      | 400     | 37      | 422     | 34      |
| Молдова                       | 411     | 51      | 424     | 51      | 416     | 59      | —       | —       | —       | —       | —       | —       | —       | —       | —       | —       |
| Монголія                      | 378     | 65      | —       | —       | —       | —       | —       | —       | —       | —       | —       | —       | —       | —       | —       | —       |
| Нідерланди                    | 459     | 35      | 485     | 26      | 503     | 15      | 511     | 13      | 508     | 9       | 507     | 10      | 513     | 8       | —       | —       |
| Німеччина                     | 480     | 22      | 498     | 20      | 509     | 11      | 508     | 18      | 497     | 18      | 495     | 17      | 491     | 21      | 484     | 22      |
| Нова Зеландія                 | 501     | 10      | 506     | 12      | 509     | 10      | 512     | 11      | 521     | 6       | 521     | 5       | 522     | 5       | 529     | 3       |
| Норвегія                      | 477     | 25      | 499     | 19      | 513     | 9       | 504     | 20      | 503     | 11      | 484     | 24      | 500     | 12      | 505     | 13      |
| ОАЕ                           | 417     | 48      | 432     | 46      | 434     | 48      | 442     | 42      | —       | —       | —       | —       | —       | —       | —       | —       |
| КНР П-Ш-Ц-Г                   | —       | —       | —       | —       | 494     | 27      | —       | —       | —       | —       | —       | —       | —       | —       | —       | —       |
| КНР П-Ш-Ц-Ч                   | —       | —       | 555     | 1       | —       | —       | —       | —       | —       | —       | —       | —       | —       | —       | —       | —       |
| Палестинська адміністрація    | 349     | 75      | —       | —       | —       | —       | —       | —       | —       | —       | —       | —       | —       | —       | —       | —       |
| Панама                        | 392     | 59      | 377     | 71      | —       | —       | —       | —       | —       | —       | —       | —       | —       | —       | —       | —       |
| Парагвай                      | 373     | 68      | —       | —       | —       | —       | —       | —       | —       | —       | —       | —       | —       | —       | —       | —       |
| Перу                          | 408     | 55      | 401     | 64      | 398     | 66      | 384     | 61      | 370     | 57      | —       | —       | —       | —       | 327     | 40      |
| Північна Македонія            | 359     | 72      | 393     | 67      | 352     | 70      | —       | —       | —       | —       | —       | —       | —       | —       | 373     | 37      |
| Польща                        | 489     | 16      | 512     | 10      | 506     | 13      | 518     | 9       | 500     | 14      | 508     | 8       | 497     | 16      | 479     | 24      |
| Португалія                    | 477     | 24      | 492     | 24      | 498     | 21      | 488     | 31      | 489     | 25      | 472     | 30      | 478     | 28      | 470     | 26      |
| Росія                         | —       | —       | 479     | 31      | 495     | 26      | 475     | 40      | 459     | 40      | 440     | 38      | 442     | 32      | 462     | 27      |
| Румунія                       | 428     | 45      | 428     | 47      | 434     | 47      | 438     | 46      | 424     | 45      | 396     | 45      | —       | —       | 428     | 33      |
| США                           | 504     | 9       | 505     | 13      | 497     | 24      | 498     | 22      | 500     | 16      | —       | —       | 495     | 18      | 504     | 15      |
| Сальвадор                     | 365     | 70      | —       | —       | —       | —       | —       | —       | —       | —       | —       | —       | —       | —       | —       | —       |
| Саудівська Аравія             | 383     | 62      | 399     | 65      | —       | —       | —       | —       | —       | —       | —       | —       | —       | —       | —       | —       |
| Сербія                        | 440     | 40      | 439     | 45      | —       | —       | —       | —       | —       | —       | —       | —       | —       | —       | —       | —       |
| Сінгапур                      | 543     | 1       | 549     | 2       | 535     | 1       | 542     | 2       | 526     | 4       | —       | —       | —       | —       | —       | —       |
| Словаччина                    | 447     | 38      | 458     | 41      | 453     | 43      | 463     | 41      | 477     | 33      | 466     | 33      | 469     | 31      | —       | —       |
| Словенія                      | 469     | 33      | 495     | 21      | 505     | 14      | 481     | 36      | 483     | 29      | 494     | 19      | —       | —       | —       | —       |
| Таїланд                       | 379     | 64      | 393     | 66      | 409     | 60      | 441     | 44      | 421     | 46      | 417     | 40      | 420     | 35      | 431     | 31      |
| Тринідад і Тобаго             | —       | —       | —       | —       | 427     | 53      | —       | —       | 416     | 47      | —       | —       | —       | —       | —       | —       |
| Туніс                         | —       | —       | —       | —       | 361     | 68      | 404     | 53      | 404     | 52      | 380     | 50      | 375     | 39      | —       | —       |
| Туреччина                     | 456     | 36      | 466     | 40      | 428     | 51      | 475     | 39      | 464     | 39      | 447     | 36      | 441     | 33      | —       | —       |
| Угорщина                      | 473     | 31      | 476     | 33      | 470     | 40      | 488     | 28      | 494     | 24      | 482     | 26      | 482     | 25      | 480     | 23      |
| Узбекистан                    | 336     | 80      | —       | —       | —       | —       | —       | —       | —       | —       | —       | —       | —       | —       | —       | —       |
| Україна                       | 428     | 46      | 466     | 39      | —       | —       | —       | —       | —       | —       | —       | —       | —       | —       | —       | —       |
| Уругвай                       | 430     | 43      | 427     | 48      | 437     | 46      | 411     | 51      | 426     | 43      | 413     | 41      | 434     | 34      | —       | —       |
| Філіппіни                     | 347     | 76      | 340     | 77      | —       | —       | —       | —       | —       | —       | —       | —       | —       | —       | —       | —       |
| Фінляндія                     | 490     | 14      | 520     | 7       | 526     | 4       | 524     | 5       | 536     | 2       | 547     | 2       | 543     | 1       | 546     | 1       |
| Франція                       | 474     | 29      | 493     | 23      | 499     | 19      | 505     | 19      | 496     | 20      | 488     | 22      | 496     | 17      | 505     | 14      |
| Хорватія                      | 475     | 26      | 479     | 29      | 487     | 31      | 485     | 33      | 476     | 34      | 477     | 29      | —       | —       | —       | —       |
| Чехія                         | 489     | 17      | 490     | 25      | 487     | 30      | 493     | 24      | 478     | 32      | 483     | 25      | 489     | 24      | 492     | 20      |
| Чилі                          | 448     | 37      | 452     | 43      | 459     | 42      | 441     | 43      | 449     | 41      | 442     | 37      | —       | —       | 410     | 35      |
| Чорногорія                    | 405     | 56      | 421     | 52      | 427     | 55      | 422     | 50      | 408     | 50      | 392     | 48      | —       | —       | —       | —       |
| Швейцарія                     | 483     | 19      | 484     | 28      | 492     | 28      | 509     | 14      | 501     | 13      | 499     | 13      | 499     | 13      | 494     | 17      |
| Швеція                        | 487     | 18      | 506     | 11      | 500     | 17      | 483     | 34      | 497     | 17      | 507     | 9       | 514     | 7       | 516     | 10      |
| Ямайка                        | 410     | 53      | —       | —       | —       | —       | —       | —       | —       | —       | —       | —       | —       | —       | —       | —       |
| Японія                        | 516     | 3       | 504     | 15      | 516     | 8       | 538     | 3       | 520     | 7       | 498     | 14      | 498     | 14      | 522     | 9       |

1. 1 2 3  Автономне місто Буенос-Айрес
2. 1 2 3  Пекін, Шанхай, Цзянсу, Гуандун
3. 1 2 3  Пекін, Шанхай, Цзянсу, Чжецзян
4. 1 2 3  Крім областей, окупованих Росією

### Попередні роки
| Період | Основна галузь   | Країни ОЕСР | Партнерські країни | Учасників | Примітки |
| ------ | ---------------- | ----------- | ------------------ | --------- | --- |
| 2000   | Читання          | 28          | 4 + 11             | 265 000   | Нідерланди виключили з аналізу даних. 11 додаткових не членів ОЕСР пройшли перевірку 2002 року.                       |
| 2003   | Математика       | 30          | 11                 | 275 000   | Велику Британію виключили з аналізу даних через низький рівень участі. Також включили перевірку на розв'язання задач. |
| 2006   | Природничі науки | 30          | 27                 | 400 000   | Оцінки з читання для США виключили через помилку у друці матеріалів перевірки.                                        |
| 2009   | Читання          | 34          | 41 + 10            | 470 000   | 10 додаткових не членів ОЕСР пройшли перевірку 2010 року.                                                             |
| 2012   | Математика       | 34          | 31                 | 510 000   | |
| 2015   | Природничі науки | 34          | 31                 | 509,000   | |
| 2018   | Читання          | 37          | 42                 | 600,000   | |
| 2022   | Математика       | 37          | 44                 | 690,000   | |

## Сприйняття

### Індія
Індія брала участь у раунді перевірки 2009 року, але відмовилася від участі в перевірці PISA 2012 року, індійський уряд пояснив це рішення тим, що перевірка PISA була несправедливою до індійських учнів. Індія посіла 72 місце серед 73 країн, що брали участь у перевірці 2009 року. Як повідомляло видання The Indian Express, «Міністерство [освіти] дійшло висновку, що між питаннями перевірки та індійськими учнями існує соціокультурний розрив. Міністерство звернеться до ОЕСР із проханням врахувати „соціокультурне середовище“ Індії. Подальша участь Індії у PISA залежатиме від цього». Видання також зазначило, що «Беручи до уваги, що у PISA беруть участь понад 70 країн, незрозуміло, чи зроблять виняток для Індії».
Індія не брала участі у раундах PISA 2012, 2015 та 2018 років.
Комітет Центральної шкільної організації (англ. Kendriya Vidyalaya Sangathan, KVS), а також група секретарів з питань освіти, створена за дорученням прем'єр-міністра Індії Нарендри Моді, рекомендували, щоб Індія взяла участь у PISA. Відповідно, у лютому 2017 року Міністерство людських ресурсів під керівництвом Пракаша Джавадекара ухвалило рішення припинити бойкот і взяти участь у PISA з 2020 року. Щоб усунути соціокультурний розрив між питаннями перевірки та учнями, було повідомлено, що ОЕСР уточнить деякі питання. Наприклад, слово «авокадо» в одному з питань можуть замінити популярнішим індійським фруктом, як-от манго.
Індія не брала участі у раунді PISA 2022 року, посилаючись на дезорганізацію, спричинену пандемією COVID-19.

### Китай
Участь Китаю в перевірці 2012 року обмежувалася Шанхаєм, Гонконгом та Макао як окремими одиницями. 2012 року Шанхай брав участь удруге, знову посівши перші місця з усіх трьох предметів, а також покращивши результати порівняно з перевіркою 2009 року. Оцінка Шанхаю з математики у 613 балів перевищувала середній показник на 113 балів, ставлячи успішність шанхайських учнів приблизно на три навчальні роки попереду учнів середніх країн. Освітні експерти обговорювали, наскільки цей результат відображає якість загальної освітньої системи в Китаї, звертаючи увагу на те, що Шанхай має вищий рівень добробуту та краще оплачуваних вчителів, ніж решта Китаю. Гонконг посів друге місце з читання та природничих наук, і третє — з математики.
Андреас Шляйхер, керівник і координатор підрозділу PISA, заявив, що перевірка PISA, проведена в сільській місцевості Китаю, дала деякі результати, близькі до середнього рівня ОЕСР. Посилаючись на подальші, ще не опубліковані дослідження ОЕСР, він зазначив: «Ми насправді провели PISA у 12 провінціях Китаю. Навіть у деяких дуже бідних районах ви отримуєте успішність, близьку до середнього рівня ОЕСР». Шляйхер вважає, що Китай також розширив доступ до шкіл і відійшов від навчання шляхом заучування, демонструючи добру успішність як у заучуванні, так і в ширших оцінюваннях.
2018 року в перевірці PISA брали участь китайські провінції Пекін, Шанхай, Цзянсу та Чжецзян. 2015 року учасниками були провінції Цзянсу, Гуандун, Пекін і Шанхай. Когорта Пекін—Шанхай—Цзянсу—Гуандун 2015 року отримала медіану 518 балів з природничих наук, тоді як когорта Шанхаю 2012 року отримала медіану 580 балів.
Критики PISA зазначають, що в Шанхаї та інших китайських містах більшість дітей працівників-мігрантів можуть відвідувати міські школи лише до дев'ятого класу, і через обмеження системи хукоу мусять повертатися до рідних містечок своїх батьків для продовження навчання в середній школі, що спотворює склад учнів старших класів на користь заможніших місцевих сімей. Графік розподілу населення Шанхаю, опублікований у The New York Times, демонструє різке скорочення чисельності 15-річних, які проживають у місті. За словами Шляйхера, 27 % 15-річних Шанхаю виключені з його шкільної системи (і, відповідно, з перевірки). Відтак, частка 15-річних у Шанхаї, які пройшли перевірку PISA, становила 73 %, що нижче за 89 % у США. Після перевірки 2015 року ОЕСР опублікувала глибокі дослідження освітніх систем окремих країн, включно з Китаєм.
2014 року Ліз Трасс, парламентська заступниця Державного секретаря Великої Британії у Міністерстві освіти, очолила ознайомчу поїздку до шкіл і центрів підготовки вчителів у Шанхаї. Велика Британія активізувала обміни з китайськими вчителями та школами з метою підвищення якості освіти. 2014 року 60 вчителів із Шанхаю запросили до Великої Британії для обміну методиками викладання, підтримки учнів із труднощами в навчанні, та підготовки інших вчителів. 2016 року Велика Британія запросила ще 120 китайських вчителів із планами впровадити китайські методи викладання у 8 000 школах із державним фінансуванням. До 2019 року близько 5 000 із 16 000 початкових шкіл Великої Британії впровадили шанхайські методи викладання. Після впровадження китайських методів викладання успішність британських шкіл у PISA покращилася.

### Малайзія
2015 року результати Малайзії, як встановила ОЕСР, не відповідали максимальному рівню участі. Опозиційний політик Онг Кіан Мін заявив, що міністерство освіти намагалося відібрати до вибірки більше учнів із високою успішністю з багатих шкіл.

### Сполучене Королівство
У перевірці 2012 року, як і 2009 року, результати Сполученого Королівства були трохи вищими за середні, при цьому найвищого рейтингу було досягнуто з природничих наук (20-те місце). Англія, Уельс, Шотландія та Північна Ірландія також брали участь як окремі одиниці, при цьому найгірший результат продемонстрував Уельс, який у математиці посів 43-тє місце серед 65 країн та економік. Міністр освіти Уельсу Г'ю Льюїс висловив розчарування результатами, зазначивши, що немає «швидких рішень», але сподіваючись, що кілька освітніх реформ, запроваджених у попередні роки, дадуть кращі результати в наступному раунді перевірок. Сполучене Королівство мало більший розрив між учнями з високими та низькими результатами, ніж середній показник. Різниця між державними та приватними школами після коригування на соціально-економічний статус учнів була незначною. Різниця у результатах між дівчатами та хлопцями на користь перших була меншою, ніж у більшості інших країн, так само як і різниця між місцевими та іммігрантами.
У статті для Daily Telegraph Амброз Еванс-Прітчард застеріг від надмірного акцентування уваги на міжнародному рейтингу Сполученого Королівства, стверджуючи, що надмірна зосередженість на академічній успішності у Східній Азії могла сприяти низькій народжуваності в цьому регіоні, що, за його словами, може завдати більшої шкоди економічній успішності в майбутньому, ніж переваги від високого балу PISA.
2013 року Times Educational Supplement (TES) опублікував статтю Вільяма Стюарта «Is PISA Fundamentally Flawed?» («Чи є PISA принципово хибною?»), яка детально висвітлювала серйозні критичні зауваження до концептуальних основ і методів PISA, висунуті статистиками провідних університетів.
У цій статті процитовано професора Гарві Голдстейна з Бристольського університету, який зазначив, що коли ОЕСР намагається виключити питання, підозрювані в упередженості, це може призвести до «згладжування» ключових відмінностей між країнами. «Таким чином вилучаються багато важливих речей», — застеріг він. «На це просто не звертають уваги. Те, що ви бачите, — це щось спільне. Але чи варто на це дивитися? Результати PISA сприймають за чисту монету як певний загальний стандарт для різних країн. Але як тільки ви починаєте це розбирати, на мою думку, все розвалюється».
Доктор Г'ю Моррісон, математик із Королівського університету Белфаста, заявив, що статистична модель, яка лежить в основі PISA, містить фундаментальну нерозв'язну математичну помилку, яка робить рейтинги PISA «позбавленими цінності». Голдстейн зазначив, що заперечення доктора Моррісона висвітлює «важливе технічне питання», якщо не «глибоку концептуальну помилку». Проте він застеріг, що PISA використовують «недоречно», і частина провини за це «лежить на самій PISA. Я думаю, що вони намагаються сказати більше, ніж можуть, і схильні не оприлюднювати негативні чи слабкі аспекти». Професори Моррісон і Голдстейн висловили розчарування реакцією ОЕСР на критику. Моррісон зазначив, що коли він уперше опублікував свої критичні зауваження щодо PISA 2004 року та особисто звернувся до кількох «високопосадовців» ОЕСР із цими питаннями, його зауваження зустріли «абсолютною тишею» і досі не врахували. «Я був здивований, наскільки вони були небалакучими», — сказав він TES. «Це викликає у мене підозри». «PISA вперто ігнорує багато з цих питань», — додав він. «Я досі стурбований».
Професор Свенд Крейнер із Копенгагенського університету погодився: «Одна з проблем, яку мають усі з PISA, полягає в тому, що вони не хочуть обговорювати питання з людьми, які критикують або ставлять запитання щодо результатів. Вони взагалі не хотіли зі мною розмовляти. Я впевнений, що це тому, що вони не можуть себе захистити».

### Сполучені Штати Америки
З 2012 року декілька штатів брали участь у перевірках PISA як окремі одиниці. Результати за штатами доступні лише за 2012 та 2015 роки. Пуерто-Рико також брало участь 2015 року як окрема одиниця США.
| Массачусетс        | 514 |
| Коннектикут        | 506 |
| Усереднення по США | 481 |
| Флорида            | 467 |

| Массачусетс        | 527 |
| Коннектикут        | 521 |
| Усереднення по США | 497 |
| Флорида            | 485 |

| Массачусетс        | 527 |
| Коннектикут        | 521 |
| Усереднення по США | 498 |
| Флорида            | 492 |

| Массачусетс        | 500 |
| Північна Кароліна  | 471 |
| Усереднення по США | 470 |
| Пуерто-Рико        | 378 |

| Массачусетс        | 529 |
| Північна Кароліна  | 502 |
| Усереднення по США | 496 |
| Пуерто-Рико        | 403 |

| Массачусетс        | 527 |
| Північна Кароліна  | 500 |
| Усереднення по США | 497 |
| Пуерто-Рико        | 410 |

#### РезультатиPISAдля США за расою та етнічним походженням
| Математика      | Математика | Математика | Математика | Математика | Математика | Математика |
| Раса            | 2018       | 2015       | 2012       | 2009       | 2006       | 2003       |
| Раса            | Оцінка     | Оцінка     | Оцінка     | Оцінка     | Оцінка     | Оцінка     |
| --------------- | ---------- | ---------- | ---------- | ---------- | ---------- | ---------- |
| Азійська        | 539        | 498        | 549        | 524        | 494        | 506        |
| Біла            | 503        | 499        | 506        | 515        | 502        | 512        |
| Усереднення США | 478        | 470        | 481        | 487        | 474        | 483        |
| Понад одну расу | 474        | 475        | 492        | 487        | 482        | 502        |
| Іспанська       | 452        | 446        | 455        | 453        | 436        | 443        |
| Інша            | —          | 423        | 436        | 460        | 446        | 446        |
| Чорна           | 419        | 419        | 421        | 423        | 404        | 417        |

| Природничі науки | Природничі науки | Природничі науки | Природничі науки | Природничі науки | Природничі науки |
| Раса             | 2018             | 2015             | 2012             | 2009             | 2006             |
| Раса             | Оцінка           | Оцінка           | Оцінка           | Оцінка           | Оцінка           |
| ---------------- | ---------------- | ---------------- | ---------------- | ---------------- | ---------------- |
| Азійська         | 551              | 525              | 546              | 536              | 499              |
| Біла             | 529              | 531              | 528              | 532              | 523              |
| Усереднення США  | 502              | 496              | 497              | 502              | 489              |
| Понад одну расу  | 502              | 503              | 511              | 503              | 501              |
| Іспанська        | 478              | 470              | 462              | 464              | 439              |
| Інша             | —                | 462              | 439              | 465              | 453              |
| Чорна            | 440              | 433              | 439              | 435              | 409              |

| Читання         | Читання | Читання | Читання | Читання | Читання | Читання | Читання |
| Раса            | 2018    | 2015    | 2012    | 2009    | 2006    | 2003    | 2000    |
| Раса            | Оцінка  | Оцінка  | Оцінка  | Оцінка  | Оцінка  | Оцінка  | Оцінка  |
| --------------- | ------- | ------- | ------- | ------- | ------- | ------- | ------- |
| Азійська        | 556     | 527     | 550     | 541     | —       | 513     | 546     |
| Біла            | 531     | 526     | 519     | 525     | —       | 525     | 538     |
| Усереднення США | 505     | 497     | 498     | 500     | —       | 495     | 504     |
| Понад одну расу | 501     | 498     | 517     | 502     | —       | 515     | —       |
| Іспанська       | 481     | 478     | 478     | 466     | —       | 453     | 449     |
| Чорна           | 448     | 443     | 443     | 441     | —       | 430     | 445     |
| Інша            | —       | 440     | 438     | 462     | —       | 456     | 455     |

### Україна
2018 року Україна вперше взяла участь у цій програмі. PISA-2018-Україна включає інформацію про успішність українських 15-річних підлітків, які у квітні — травні 2018 року складали 2-годинний тест із читання, математики й природничо-наукових дисциплін.
В 2022 році Україна вдруге взяла участь в основному етапі PISA. Внаслідок повномасштабного російського вторгнення в Україну (з 2022) збір даних відбувався не у квітні-травні 2022 року, одночасно з іншими країнами, а у період з 03 по 26 жовтня 2022 року. Для участі в основному етапі PISA-2022 було відібрано заклади з 19 регіонів України. Вибіркою через безпекову ситуацію та неможливість доступу на тимчасово окуповані територію не було охоплено Донецьку, Харківську, Луганську, Запорізьку, Херсонську та Миколаївську області, а також Автономну Республіку Крим та місто Севастополь. Національний звіт опубліковано в 2023 році.
Графік проведення PISA 2025 в Україні передбачає проведення тестування та анектування в 2025 році, оприлюднення звіту в 2026.

### Фінляндія
Фінляндія, яка здобула кілька перших місць у перших перевірках, зазнала зниження результатів з усіх трьох предметів 2012 року, але залишилася найуспішнішою країною Європи загалом, досягнувши найкращого результату з природничих наук — 545 балів (5-е місце) і найгіршого з математики — 519 балів (12-е місце), в якій країну випередили чотири інші європейські країни. Падіння результатів з математики становило 25 балів у порівнянні з 2003 роком, коли математика востаннє була основною галуззю перевірки. Вперше фінські дівчата незначно перевершили хлопців у математиці. Це також був перший випадок, коли учні фінськомовних шкіл не показали кращих результатів, ніж учні шведськомовних. Колишня міністерка освіти та науки Криста Кіуру висловила занепокоєння через загальне зниження результатів, а також через те, що частка учнів із низькою успішністю зросла з 7 % до 12 %.

### Швеція
Результати Швеції знизилися з усіх трьох предметів у перевірці 2012 року, що стало продовженням тенденції 2006 та 2009 років. Найрізкіше падіння було зафіксоване в успішності з математики: оцінка знизилася з 509 балів 2003 року до 478 балів 2012 року. Оцінка з читання впала з 516 балів 2000 року до 483 балів 2012 року. Країна продемонструвала успішність нижче середнього рівня ОЕСР з усіх трьох предметів. Лідер опозиції, соціал-демократ Стефан Льовен, описав ситуацію як національну кризу. Разом із речником партії з питань освіти Ібрагімом Байланом він зазначив, що найсерйознішою є тенденція до зниження результатів із читання.
2020 року шведська газета Expressen повідомила, що Швеція завищила свої результати у PISA 2018 року, не дотримуючись стандартів ОЕСР. За словами професора Магнуса Хенріксона, значна кількість учнів іноземного походження не проходила перевірку.

## Дослідження можливих причин розбіжностей у результатахPISAв різних країнах
Хоча самі посадовці та дослідники PISA і TIMSS загалом утримуються від припущень щодо значних і стійких відмінностей у досягненнях учнів між країнами, з 2000 року з'явилися наукові праці, присвячені відмінностям у результатах PISA і TIMSS та їхнім можливим причинам. Дані PISA дали матеріал для книг та статей кільком дослідникам, зокрема Еріку Ганушеку, Лудгеру Вьоссману, Гайнеру Ріндерманну та Стівену Дж. Чечі, які досліджували взаємозв'язок між успішністю учнів та економічним розвитком, демократизацією та здоров'ям; а також ролями окремих освітніх чинників, як-от іспитів з високими ставками, наявності або відсутності приватних шкіл, і впливу та часу запровадження профільного навчання.